# Óscar Correas
Óscar Correas Vázquez (Córdoba, Argentina, 1943 - Ciudad de México, México, 27 de abril de 2020) fue un jurista marxista latinoamericano especializado en las áreas de Filosofía del Derecho, Sociología jurídica y Derechos humanos. Fue uno de los impulsores y principales representantes del movimiento Crítica Jurídica en Latinoamérica.[cita requerida]

## Biografía
Óscar Correas nació el 6 de octubre de 1943 en Argentina. Se licenció en Derecho en la Universidad Católica de Córdoba y en Filosofía en la Universidad Nacional de Córdoba. En la década de 1970 se vio obligado a emigrar a México huyendo de la conocida como Triple A (Alianza Anticomunista Argentina).  Vivió hasta su muerte en México donde desarrolló su carrera académica.
Magíster en Ciencias Sociales por la Universidad Autónoma de Puebla y Doctor en Derecho por la Universidad de Saint-Etienne, Francia, con una tesis titulada La critique du droit comme analyse du discours, el jurista se hizo conocido en México por ser uno de los creadores del movimiento Crítica Jurídica Latinoamericana.

## Movimiento Crítica Jurídica Latinoamericana
El movimiento Crítica Jurídica Latinoamericana es, inicialmente, impulsado por Óscar Correas desde la Universidad Autónoma de Puebla. A partir de preguntas como ¿Qué funciones cumple el derecho en la sociedad? ¿Qué papel cumplen los juristas en nuestras sociedades? ¿Qué tiene en común y de diferente cada uno de los sistemas jurídicos correspondientes a cada formación histórico-social? ¿Puede el Derecho jugar algún papel en la transformación de las formas de organización y distribución del poder? etc. Este movimiento persigue, en primer lugar, desenmascarar el carácter ideológico, y no natural, del derecho oficial, así como su función en la reproducción de la dominación capitalista. En segundo lugar, buscar otras formas o paradigmas jurídicos diferenciados, pluralistas y emancipadores.
El Movimiento se articula alrededor de la Revista Crítica Jurídica, publicada periódicamente desde 1983, y las Jornadas de Crítica Jurídica. En 1985, se inauguró la Primera Jornada de Crítica Jurídica en la Universidad Autónoma de Puebla, México. En esa reunión participaron integrantes de la entonces llamada Escuela de Crítica Jurídica Francesa, como Michel Miaille y Antoine Jeammaud. En 1987, se realizó el Primer Encuentro Nacional de Profesores de Teoría Jurídica, en la Universidad Nacional de Puebla.
A partir del año 2000, Correas Vázquez se traslada al Centro de Investigaciones Interdisciplinarias de la Universidad Nacional Autónoma de México, desde donde continúa impulsando las discusiones de Crítica Jurídica en el marco del Programa Derecho y Sociedad que coordina. En 2004, se realiza la Primera Edición de la Conferencia Latinoamericana de Crítica Jurídica.

## Libros
- Teoría del derecho y antropología jurídica. Un diálogo inconcluso, Ediciones Coyoacán, México, 2010. ISBN 978-667-9014-02-5
- Razón, retorica y derecho. Una visita a Hume, Ediciones coyoacán, México,  2009. ISBN 978-970-633-3
- Metodología Jurídica II. Los saberes y las prácticas de los abogados, Fontamara, México, 2005.
- Kelsen y los marxistas, Ediciones Coyoacán, México 2004.
- Acerca de los Derechos Humanos, Ediciones Coyoacán, México, 2003.  ISBN 970-633-266-9
- Pluralismo jurídico, alternatividad y derecho indígena, Fontamara, México, 2003.  ISBN 968-476-399-9
- Teoría del Derecho, Fontamara, México, 2000.
- Introducción a la crítica del derecho moderno (Esbozo), Fontamara, México, 1999. ISBN 968-476-341-7
- Crítica de la Ideología Jurídica. Ensayo sociosemiológico, Fontamara, México, 1999.
- Introducción a la Sociología Jurídica. Fontamara, México, 1999.
- Metodología Jurídica I. Una Introducción filosófica, Fontamara, México, 1998.
- Kelsen y los marxistas, Ediciones Coyoacán, México, 1994.
- Sociología Jurídica en América Latina. Ensayos, Instituto Internacional de Sociología Jurídica, Oñate, 1991.
- La democracia en la UAP, UAP, México 1990.
- Sociología del Derecho y crítica jurídica, Fontamara, México, 1988.
- Ideología Jurídica. UAP, México, 1983. ISBN 968-476-341-7
- La Ciencia Jurídica. Universidad Autónoma de Sinaloa, México,1980.
- Teoría del Estado y el Derecho - Ensayos-. Universidad Autónoma de Puebla, México, 1995.

### Como coordinador
- Criminalización de la protesta social y uso alternativo del derecho, UNAM, México, 2015, ISBN 978-607-9362-33-2
- Movimientos sociales y procesos constituyentes contemporáneos en México y América Latina, UNAM, México, 2015. ISBN 978-607-9352-43-1
- Teoría crítica dos direitos humanos, Editora Fórum, Bello Horizonte, 2011, ISBN 978-85-7700-493-5
- Derecho indígena mexicano II. Universidad Nacional Autónoma de México, 2009.  ISBN 978-970-633-382-7.
- Puralismo jurídico. nuevos horizontes. Centro de Investigaciones en Ciencias y Humanidades, UNAM, México,  2007. ISBN 970-633-332-0
- Derecho indígena mexicano. Centro de Investigaciones en Ciencias y Humanidades, UNAM, México, 2007. ISBN 970-633-333-9
- El otro Kelsen, UNAM, México, 1989.